# Glossopappus macrotus
Glossopappus macrotus é uma espécie de planta com flor pertencente à família Asteraceae. 
A autoridade científica da espécie é Briq..

## Portugal
Trata-se de uma espécie presente no território português, nomeadamente os seguintes táxones infraespecíficos:
- Glossopappus macrotus subsp. chrysanthemoides - presente em Portugal Continental. Em termos de naturalidade é nativa da região atrás referida. Não se encontra protegida por legislação portuguesa ou da Comunidade Europeia.